# Akira Ogawa
Akira Ogawa (japanisch 小川 晶 Ogawa Akira; * 21. Dezember 1982 im Kreis Sōsa, heute Stadt Sōsa, Präfektur Chiba) ist eine japanische Politikerin und seit Februar 2024 Bürgermeisterin von Maebashi, der Präfekturhauptstadt von Gunma.
Ogawa, die älteste Tochter eines Reisbauern aus Chiba, studierte an der rechtswissenschaftlichen Fakultät der Chūō Daigaku. Von 2007 bis 2010 arbeitete sie als Anwältin in Maebashi. In die aktive Politik wechselte sie bei den einheitlichen Wahlen 2011, als sie als Kandidatin der Demokratischen Partei für die erste von vier Legislaturperioden im Achtmandatswahlkreis Stadt Maebashi ins Präfekturparlament Gunma gewählt wurde. Im Januar 2024 legte sie ihr Mandat nieder, um bei der Bürgermeisterwahl in Maebashi am 4. Februar gegen den seit 2012 amtierenden Ryū Yamamoto anzutreten.
Sie kandidierte ohne Parteinominierung mit Mitte-links-Unterstützung aus KDP, DVP, KPJ und SDP, während Yamamoto von den nationalen Mitte-rechts-Regierungsparteien LDP und Kōmeitō unterstützt wurde. Mit 65,6 % der Stimmen setzte sie sich bei niedriger Wahlbeteiligung klar durch und löste Yamamoto am 28. Februar 2024 ab. Sie ist die erste Frau als Bürgermeister von Maebashi und bei Antritt die jüngste Amtsinhaberin der Nachkriegsgeschichte.